# Zhiying Zeng
Zhiying Zeng (chino: 曾志英, pinyin:   Zēng Zhìyīng; Guangzhou, China, 17 de julio de 1966), también conocida como Tania Zeng, es una comerciante y jugadora de tenis de mesa china nacionalizada chilena. Representó a Chile en los Juegos Panamericanos de 2023, donde obtuvo la medalla de bronce en la competencia por equipos, y en los Juegos Olímpicos de París 2024.

## Carrera
Nacida en China en 1966,  en la ciudad de Zhengzhou, provincia de Henan, en el centro de China,.se inició en el tenis de mesa a los nueve años, y participó en algunos torneos locales en su país de origen. Llegó a Chile en 1989, tras la invitación del entrenador del equipo chileno de tenis de mesa, de origen chino. Se instaló primero en Arica y, desde 2005, en Iquique, ciudad en la que fundó una empresa importadora en la Zona Franca. Durante su estadía en Chile adquirió de forma coloquial el nombre «Tania» En 2005 retomó el tenis de mesa para incentivarle el deporte a su hijo
En 2019 retomó de forma amateur la práctica del tenis de mesa, continuando su preparación durante la pandemia de COVID-19. En 2021 formó parte del equipo representante de Iquique en la Liga Nacional de la Federación Chilena de Tenis de Mesa, obteniendo la medalla de oro. En junio de 2023 obtuvo la medalla de oro en las competencias individual y por equipos femeninos, y de plata en los dobles, en el Campeonato Sudamericano de Tenis de Mesa celebrado en Lima, Perú, con lo que pasó a formar parte de la selección chilena de dicho deporte.
En los Juegos Panamericanos de 2023, realizados en Santiago de Chile, Zhiying Zeng destacó al ser la deportista de mayor edad en la delegación chilena, con 57 años. Obtuvo la medalla de bronce en la competición por equipos junto a Paulina Vega y Daniela Ortega. En la competencia individual debutó con un triunfo ante la dominicana Eva Brito, cayendo posteriormente en la siguiente ronda ante la estadounidense Lily Ann Zhang.
El 18 de mayo de 2024, en el Preolímpico de tenis de mesa disputado en Perú, obtuvo la clasificación a los Juegos Olímpicos de París. En los Juegos Olímpicos, perdió en la ronda preliminar y no pudo avanzar a la siguiente fase.
En agosto del mismo año fue elegida una de las 50 mujeres más poderosas del 2024 en Chile por la revista Forbes.

## Palmarés
| Año  | Evento               | Ubicación       | Lugar |
| ---- | -------------------- | --------------- | ----- |
| 2023 | Juegos Panamericanos | Santiago, Chile | 3°    |